# Головенка
Голове́нка (раніше також Головинка) — село в Україні, у Новогуйвинській селищній територіальній громаді Житомирського району Житомирської області. Чисельність населення становить 614 осіб (2001). У 1996—2020 роках — адміністративний центр колишньої однойменної сільської ради.

## Населення
Наприкінці 19 століття в поселенні налічувався 326 мешканців, дворів — 83, у 1906 році — 285 мешканців, дворів — 36, у 1923 році — 550 мешканців, дворів — 102.
Відповідно до результатів перепису населення СРСР, кількість населення станом на 12 січня 1989 року становила 194 особи. Станом на 5 грудня 2001 року, відповідно до перепису населення України, кількість мешканців села становила 614 осіб.

## Історія
Наприкінці 19 століття — сільце Троянівської волості Житомирського повіту Волинської губернії. Розміщувалося за 14 верст від Житомира, належало до православної парафії в Шумську. Власність Дзялинських — 2 361 десятина, з них 1 215 десятин лісу. В тій же Троянівській волості існувала слобода Головинка, входила до православної парафії у Троянові.
У 1906 році — сільце Троянівської волості (6-го стану) Житомирського повіту Волинської губернії. Відстань до губернського центру м. Житомир становила 17 верст, до волосного центру містечка Троянів — 4 версти. Поштове відділення — м. Житомир.
У 1923 році включене до складу новоствореної Залізнянської сільської ради, яка 7 березня 1923 року увійшла до складу новоутвореного Троянівського району Житомирської (згодом — Волинська) округи. Розміщувалося за 5 верст від районного центру міст. Троянів та за 1,5 версти — від центру сільської ради, с. Залізня.
Село постраждало внаслідок геноциду українського народу, проведеного урядом СССР 1932—1933.
У 1941—44 роках — центр окремої сільської управи. 
16 листопада 1942 року очільник генерального округу "Житомир" Ернст Ляйзер видав наказ про створення адміністративного округу "Геґевальд" ("Заповідний ліс") — адміністративно-територіальної одиниці Генеральної округи Житомир Райхскомісаріату Україна, куди увійшло село. У складі округу село перебувало до приходу Червоної армії у  лютому 1944 року.
28 листопада 1957 року, в складі сільської ради, передане до Житомирського району. 12 травня 1958 року підпорядковане Троянівській сільській раді Житомирського району. 30 грудня 1962 року, в складі сільської ради, передане до Коростишівського району Житомирської області, 4 січня 1965 року повернуте до складу відновленого Житомирського району. 17 квітня 1996 року, відповідно до рішення Житомирської обласної ради «Про утворення Головенківської сільської ради Житомирського району», в селі утворено Головенківську сільську раду Житомирського району.
12 червня 2020 року, відповідно до розпорядження Кабінету Міністрів України № 711-р «Про визначення адміністративних центрів та затвердження територій територіальних громад Житомирської області», територію та населені пункти Головенківської сільської ради включено до складу Новогуйвинської селищної територіальної громади Житомирського району Житомирської області.
19 липня 2020 року, в результаті адміністративно-територіальної реформи та ліквідації Житомирського району (1939—2020), село увійшло до складу новоутвореного Житомирського району.